# Indigene Völker in Argentinien

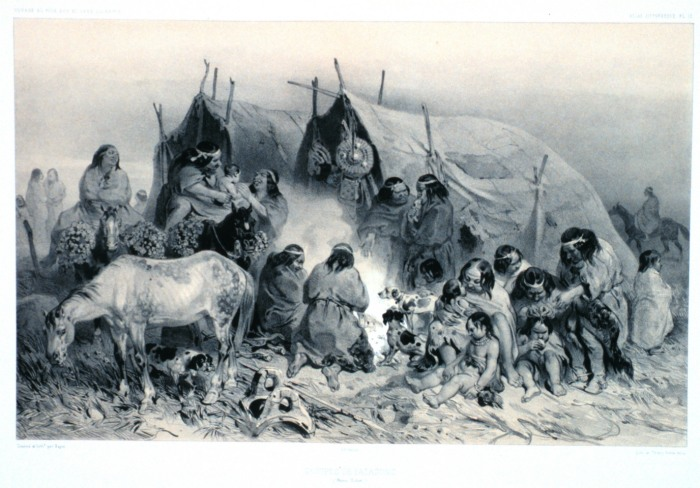
Tehuelche (um 1832)

Argentinien war bis zum Eintreffen der Spanier im 16. Jahrhundert von einer großen Anzahl indigener Völker bewohnt. Ihre Nachkommen haben heute wegen der Dominanz der europäischen Kultur in diesem Land nur noch zu einem relativ kleinen Teil ihre Bräuche und Sprachen bewahren können. Hierin unterscheiden sich die indigenen Völker Argentiniens von denen vieler Nachbarländer.

## Anzahl, Definition und Bezeichnungen
Die Schätzungen, wie viele Argentinier als Indigene bezeichnet werden können, variieren stark. Die offizielle Zahl, erhoben bei der Volkszählung 2010, liegt bei 955.032 Personen, mehr als das Doppelte des Werts von 403.125, der 2004 bei einem Sonderzensus ermittelt wurde. Einige Schätzungen von Nichtregierungsorganisationen gehen von bis zu zwei Millionen aus. Grund für diese Diskrepanzen ist vor allem das Problem, die Gruppe „Indianer“ zu definieren. Bei der durch die Volkszählung erhobenen Zahl handelt es sich um die Personen, die sich selbst als Indigene oder direkte Nachkommen von Indigenen bezeichnen, während bei anderen Schätzungen auch die Abstammung oder kulturelle Eigenschaften eine Rolle spielen. Laut der Volkszählung 2001 gaben 2,8 % aller Haushalte Argentiniens an, mindestens einer seiner Bewohner sei Mitglied einer indigenen Kultur.
Eine weitere Definition orientiert sich an genetischen Untersuchungen. Dabei werden als mestizos (Mestizen) im offiziellen argentinischen Sprachgebrauch diejenigen Personen bezeichnet, die sowohl indigene als auch europäische Vorfahren haben. Genaue Daten zum Anteil dieser Personen an der Gesamtbevölkerung gibt es keine, da „Mestizen“ unter Diskriminierungen leiden, und sich als „Weiß“ zu deklarieren mit einem höheren Prestige einhergeht. Während man früher von einem Bevölkerungsanteil der Mestizen von maximal 10 % ausging, lassen neuere genetische Untersuchungen vermuten, dass dieser Anteil höher liegt: Diese ergaben in der argentinischen Bevölkerung zwischen 53 % und 65 % europäisches, 31-40 % indianisches und 4 % afrikanisches Erbgut. Nach einer Studie der Universität Buenos Aires aus dem Jahr 1992 hat mehr als die Hälfte aller Argentinier (56 %) mindestens einen indianischen Vorfahren, bei 10 % sind beide Eltern indianischer Abstammung.
Eine andere in der Bevölkerung verbreitete Definition nimmt als Maßstab für den Terminus Mestize das Vorhandensein von körperlichen Eigenschaften, die diesen Personen als Unterscheidungsmerkmal zu europäischstämmigen Argentiniern zugeschrieben werden. Da sich dieses Unterscheidungsmerkmal zumeist auf eine dunklere Hautfarbe bezieht, werden diese Personen von Teilen der Bevölkerung in der Umgangssprache – meist abwertend – mit dem rassistischen Begriff negro (span. für „Neger“ oder „Schwarzer“) bezeichnet.

## Ethnien
Man teilte die indigenen Völker Südamerikas und damit auch Argentiniens früher nach den heute überholten Rassentheorien in drei Gruppen ein: die „Andiden“, die „Amazoniden“ (aus dem Nordosten des Subkontinents) und die „Pampiden“ (auch „Patagonide“), zu denen auch die Pampavölker gerechnet wurden. Heute wird die Einteilung in der Regel nach sprachlichen oder ethnischen Verwandtschaften vorgenommen.

### Historische Verbreitung

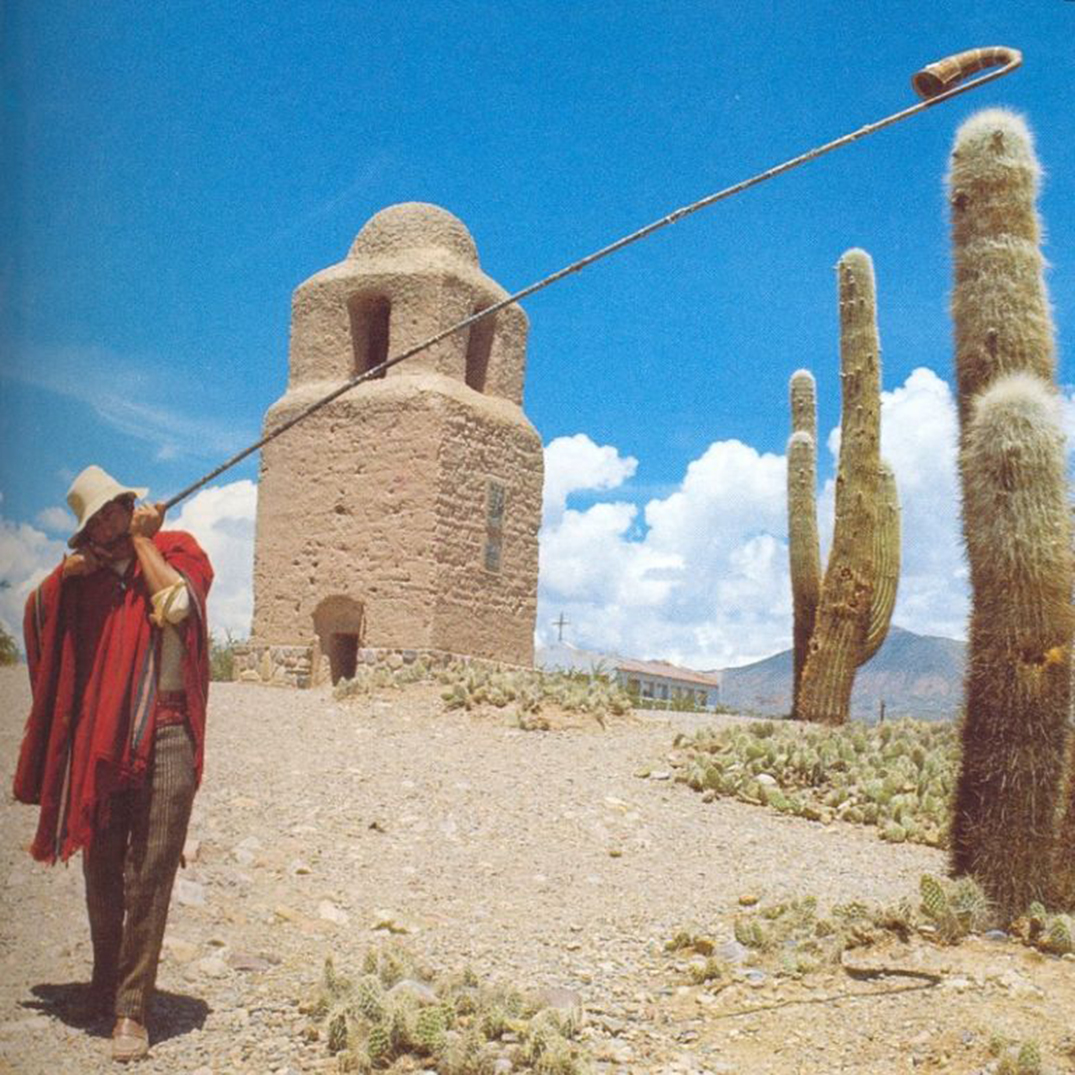

Die geographische Ausbreitung der Völker auf dem Territorium Argentiniens variierte stark, mehrere Gruppen machten im Laufe ihrer Existenz als Ethnie teilweise lange Wanderungen durch. In der hier vorgestellten Einordnung wird die Verbreitung zur Zeit des Eintreffens der Spanier (16. Jahrhundert) betrachtet, da darüber die verlässlichsten Quellen existieren.
In den Anden und der Puna des Nordwestens Argentiniens wohnten die lange Zeit von den Inkas abhängigen Kollas, Atacamas und Omahuacas, die zum Teil zur Quechua-, zum Teil zur Aymara-Sprachfamilie gehörten. Sie waren die kulturell und architektonisch fortgeschrittenste Zivilisation der Region und betrieben Landwirtschaft und Viehzucht (vor allem Lamas). Die Diaguita-Calchaquíes im zentralen Nordwesten hatten eine den Inkas ähnliche Technologie und Lebensweise, sie widerstanden ihnen aber lange Zeit und wurden erst von den Spaniern unterworfen. Zeugnis ist die Befestigungsanlage von Quilmes.
Die Huarpes oder Huárpidos, die im Westen und Zentrum Argentiniens siedelten, waren ebenfalls sesshaft und betrieben Landwirtschaft und Viehzucht. Zu ihnen gehörten wahrscheinlich auch die Comechingones in den heutigen Provinzen Córdoba und San Luis, auch wenn dies umstritten ist. Beide Volksgruppen wurden von den Inkas nicht unterworfen, sondern erst von den Spaniern. Sie kamen häufig in Konflikt mit den ebenfalls sesshaften Sanavirones, die aus der Amazonasregion stammend im Laufe der Zeit in den südlichen Chaco und damit ins Grenzgebiet zu den Comechingones vorstießen.
Im gesamten Norden Argentiniens siedelten Ethnien der aus der Amazonasregion stammenden Guaraní-Volksgruppe. Diese waren sesshafte Jäger und Sammler und betrieben daneben eine einfache tropische Landwirtschaft. Einige Guaraní-Gruppen, die heute als Chiriguanos (eine eigentlich abwertende Bezeichnung der Spanier) bekannt sind, stießen in die Andenregion (Provinzen Jujuy und Salta) vor und übernahmen dort die Technologie der dort ansässigen Völker.
Die Guaycurú, die von ihrer ursprünglichen Heimat Südpatagonien zwischen dem 14. und dem 16. Jahrhundert nach Nordostargentinien wanderten, waren die Hauptkonkurrenten der Guaraní in diesem Gebiet, ihre Lebensweise war der von diesen ähnlich. Ihre bedeutendsten Unterethnien sind Toba und Mocovíes. In derselben Region siedelte auch die Mataco-Mataguayo-Familie, deren bedeutendste Vertreter die Wichí (auch Matacos genannt) sind. Sie waren ähnlich wie die Guaraní Jäger und Sammler, die auch tropische Landwirtschaft betrieben.
In der Pampa-Region und dem südlichen Mesopotamia siedelten nomadische Jägervölker, die die Landwirtschaft nicht kannten. Die Charrúas siedelten östlich des Río Paraná (Entre Ríos und Corrientes), ihr Gebiet erstreckte sich bis ins heutige Uruguay. Die Het (auch Pampas oder Querandíes) bewohnten die Pampa-Ebene westlich des Río Paraná, sie waren die ersten, die in der Region um Buenos Aires und Rosario, in dessen Umgebung die erste spanische Festung in Argentinien, Sancti Spiritu, errichtet wurde, in Konflikt mit den Spaniern gerieten. Über die Kultur der Pampavölker ist wenig bekannt, da sie noch vor der Eroberung durch die offiziellen argentinischen Truppen von den Tehuelche und später den Mapuche akkulturalisiert wurden.
In Patagonien siedelten zwei sehr unterschiedliche Völker, die Tehuelche und die Mapuche. Die Tehuelche, verwandt mit den Pampavölkern, bewohnten den gesamten Osten Patagoniens. Sie waren Jäger und Sammler und wurden zum Teil im 18. Jahrhundert von der Kultur der Mapuche verdrängt. Zu ihnen gehörten auch die Selk’nam (auch Ona) in Feuerland.
Die Yámanas oder Yaganes im Süden Feuerlands waren dagegen ein Fischervolk, das zwischen den Inseln des Südatlantik (Feuerland, Isla de los Estados, Kap Hoorn) hin- und herpendelte.
Einen Sonderfall unter den indigenen Völkern Argentiniens bilden die Mapuche (auch Araukaner), deren Ursprung unklar ist; sie könnten sowohl aus der Pampa, aus dem zentralen Andenraum oder dem Amazonasgebiet stammen. Sie wanderten im Laufe des 15., 16. und 17. Jahrhunderts, als die Spanier schon weite Teile Südamerikas beherrschten, von Zentralchile in die Region der Südanden und betrieben dort südlich des Bío-Bío-Flusses für lange Zeit parallel zu den Spaniern und später der neuen Nation Chile das einzige Gebilde in Südamerika, das als indianischer Staat bezeichnet werden kann, auch wenn dieser nie von den Kolonialmächten anerkannt wurde. Die Mapuche – mittlerweile die mächtigste der indigenen Reiterkulturen Südamerikas – überquerten die Anden im 17. und 18. Jahrhundert Richtung Osten etwa bis zur Grenze des Andenraumes (etwa in die heutige Provinz Neuquén und den Südwesten von Río Negro). Ihr Kulturraum breitete sich bis Mitte des 19. Jahrhunderts praktisch auf den gesamten noch nicht von den Spaniern bzw. dem neuen Staat Argentinien eroberten Territorium aus, dem Gebiet südlich einer Linie zwischen Mendoza und Buenos Aires, mit Ausnahme des südlichen Santa Cruz und Feuerland. Dieses Phänomen, die sogenannte Araukanisierung, ist der Grund dafür, dass die Mapuche heute – zumindest kulturell – die größte indianische Volksgruppe in Argentinien stellen. Grund für die Araukanisierung war vermutlich das hohe Prestige ihrer Sprache, dem Mapudungun, das als sehr variantenreich beschrieben wird. Weiterhin brachen im 18. Jahrhundert unter den Pampavölkern zahlreiche von den Spaniern importierte Seuchen aus, die den Widerstand dieser Gruppen gegenüber der Araukanisierung schwächte.

### Heutige Verbreitung
In Argentinien sind heute 22 Gruppierungen als indianische Ethnien anerkannt; von den Guaraní werden (nach dem Statistikamt INDEC) dabei vier Untergruppierungen als eigenständige Völker betrachtet, so dass sich die Gesamtzahl der indianischen Völker auf 25 erhöht. Sie verteilen sich auf das Territorium in folgender Weise:
| Ethnie                        | Verbreitung (Provinzen)                                                                          | Anzahl  | Volksgruppe                                                                |
| ----------------------------- | ------------------------------------------------------------------------------------------------ | ------- | -------------------------------------------------------------------------- |
| Atacama                       | Jujuy                                                                                            | 2.802   | Quechua                                                                    |
| Ava Guaraní (Chiriguanos)     | Jujuy, Salta, Corrientes, Misiones, Entre Ríos, Santa Fe, Buenos Aires                           | 19.828  | Guaraní                                                                    |
| Chané                         | Salta                                                                                            | 2.097   | Arawak                                                                     |
| Charrúa                       | Entre Ríos                                                                                       | 676     | Pampeano-Patagónico                                                        |
| Chorote                       | Salta                                                                                            | 2.147   | Mataco-Mataguayo                                                           |
| Chulupí                       | Formosa, Salta                                                                                   | 440     | Mataco-Mataguayo                                                           |
| Comechingón                   | Córdoba                                                                                          | 5.119   | Huarpes oder eigenständig                                                  |
| Diaguita / Diaguita-Calchaquí | Jujuy, Salta, Tucumán, Catamarca, Córdoba, La Rioja, Santiago del Estero, Santa Fe, Buenos Aires | 25.682  | eigenständig                                                               |
| Guaraní                       | Jujuy, Salta, Corrientes, Misiones, Santa Fe, Entre Ríos, Buenos Aires                           | 18.172  | Guaraní                                                                    |
| Huarpe                        | Mendoza, San Juan, San Luis, Buenos Aires                                                        | 13.838  | eigenständig                                                               |
| Kolla                         | Jujuy, Salta, Buenos Aires                                                                       | 63.848  | Quechua / Aymara (Andenvölker)                                             |
| Mapuche                       | Chubut, Neuquén, Río Negro, Santa Cruz, Tierra del Fuego, La Pampa, Buenos Aires                 | 104.988 | Pampeano-Patagónico (in den meisten Publikationen, Ursprung jedoch unklar) |
| Mbyá-Guaraní                  | Misiones                                                                                         | 4.083   | Guaraní                                                                    |
| Mocoví                        | Chaco, Santa Fe                                                                                  | 12.145  | Guaycurú                                                                   |
| Omahuaca                      | Jujuy                                                                                            | 1.370   | Quechua                                                                    |
| Ona (Selk'Nam)                | Tierra del Fuego, Buenos Aires                                                                   | 505     | Pampeano-Patagónico                                                        |
| Pilagá                        | Formosa                                                                                          | 3.948   | Guaycurú                                                                   |
| Quechua                       | Jujuy                                                                                            | 343     | Quechua                                                                    |
| Rankulche                     | La Pampa, Buenos Aires                                                                           | 5.899   | Pampeano-Patagónico                                                        |
| Sanavirón                     | Córdoba                                                                                          | 528     | eigenständig                                                               |
| Tapiete                       | Salta                                                                                            | 484     | Guaycurú oder eigenständig                                                 |
| Tehuelche                     | Chubut, Santa Cruz, Buenos Aires                                                                 | 5.937   | Pampeano-Patagónico                                                        |
| Toba                          | Chaco, Formosa, Santa Fe, Buenos Aires                                                           | 62.047  | Guaycurú                                                                   |
| Tupi Guaraní                  | Jujuy, Salta, Corrientes, Misiones, Entre Ríos, Buenos Aires                                     | 15.117  | Guaraní                                                                    |
| Wichi (Mataco)                | Chaco, Formosa, Salta                                                                            | 36.135  | Mataco-Mataguayo                                                           |
| Insgesamt                     | Insgesamt                                                                                        | 403.125 | 403.125                                                                    |

## Besiedlung und Kulturen bis zum Eintreffen der Spanier
Es ist bis heute umstritten, wann der Kontinent Amerika zum ersten Mal von Menschen besiedelt wurde. Lange Zeit vorherrschend war die sogenannte Theorie der späten Besiedlung, auch Clovis-Konsens genannt, nach der um 14.000 v. Chr. erstmals Menschen von Asien aus über die Beringstraße nach Amerika wanderten. Im Gegensatz dazu steht die Theorie der frühen Besiedlung, die davon ausgeht, das schon zwischen 50.000 und 30.000 v. Chr. eine Wanderung nach Amerika stattfand, wobei die Vertreter dieser Theorie nicht nur eine Besiedlung über die Beringstraße für möglich halten, sondern auch von Seefahrer-Völkern aus Australien oder Polynesien sowie von Grönland aus. Dies würde auch die Theorie in Frage stellen, dass Südamerika von Nordamerika aus besiedelt wurde – es könnte sich auch um unabhängige Wanderungen mehrerer Völker handeln.
Die ältesten Zeugnisse einer menschlichen Besiedlung auf dem Territorium Argentiniens und angrenzender Staaten scheinen eher der Theorie der frühen Besiedlung Recht zu geben. So wird die Fundstätte von Monte Verde aus dem extremen Süden Chiles laut einer Untersuchung, die allerdings noch nicht zweifelsfrei bestätigt wurde, auf 33.000 v. Chr. datiert (zweifelsfrei nachgewiesen ist die Datierung 13.000 v. Chr.). Sie scheint die Theorie zu stützen, dass die Einwanderung nach Argentinien nicht von Nordamerika, sondern von Südpatagonien aus erfolgte. Älteste Fundstätte in Argentinien selbst ist die Piedra Museo in der Provinz Santa Cruz, die auf 13.000 v. Chr. datiert wird.

### Pampa und Patagonien

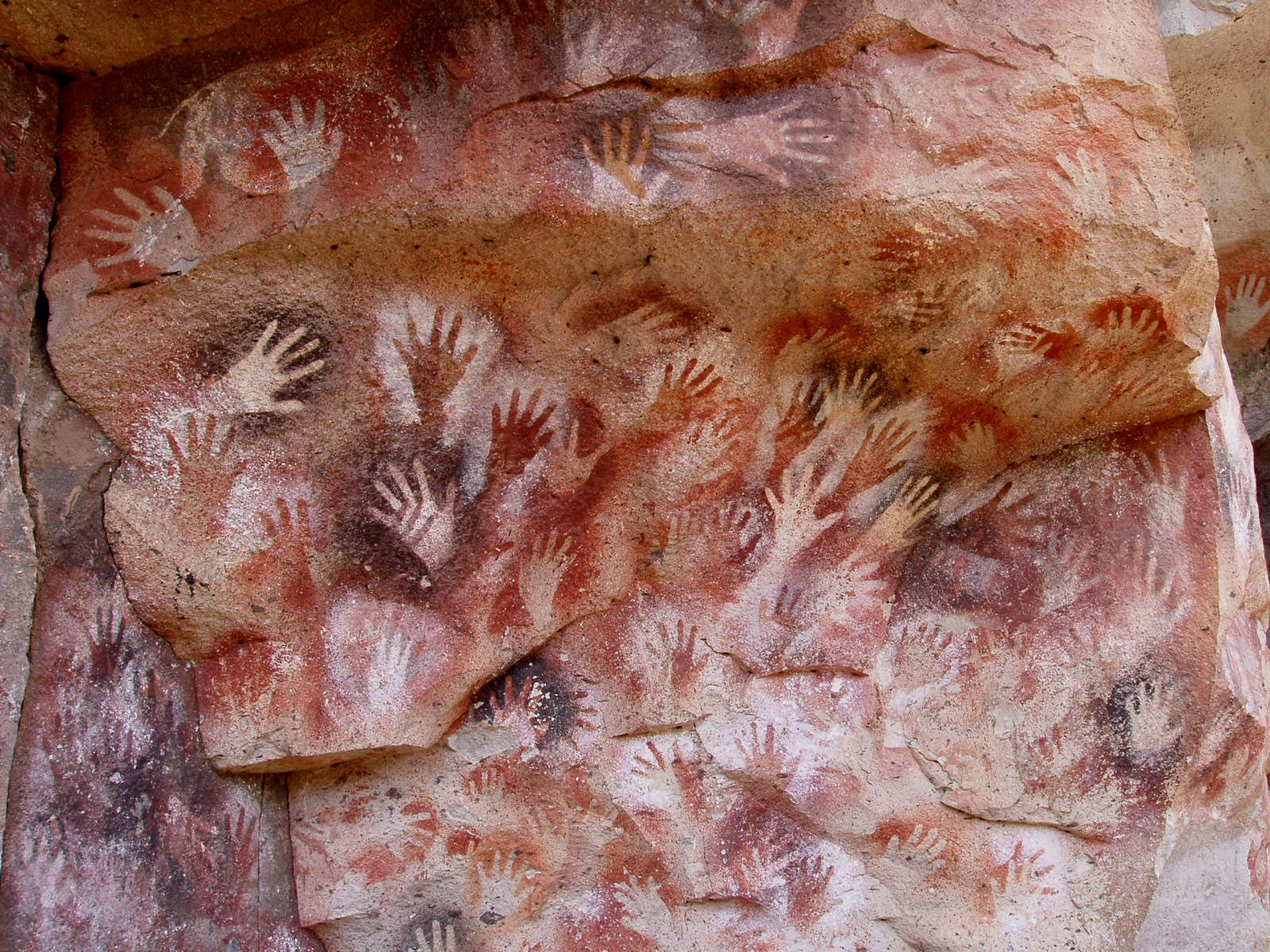
Die Cueva de las Manos, die ältesten Höhlenmalereien Argentiniens

Durch die bisherigen Funde wird vermutet, dass die patagonische Region die erste auf dem Territorium des heutigen Argentiniens war, die (wahrscheinlich ab etwa 14.000 v. Chr.) von Menschen bewohnt wurde. Neben der Piedra Museo ist die Fundstätte von Los Toldos (10.500 v. Chr.), ebenfalls in der Provinz Santa Cruz, von Bedeutung. In dieser Region entwickelte sich die Toldense-Kultur, von der Pfeilspitzen und Knochenwerkzeuge erhalten sind. Ihre Vertreter waren nomadisierende Jäger und Sammler. In derselben Region befindet sich die Cueva de las Manos, deren älteste Höhlenmalereien auf 7300 v. Chr. datiert werden. Um 9000 v. Chr. wurde vermutlich die Pampa besiedelt, die ältesten Funde von Werkzeugen aus Stein und Keramik (ca. 4000 v. Chr.) befinden sich hier in der Gegend um die heutige Stadt Tandil (Provinz Buenos Aires).
Die Casapedrense-Kultur, von der Jagdwaffen gefunden wurden, entwickelte sich zwischen 7000 und 4000 v. Chr. Sie war vermutlich auf die Guanakojagd spezialisiert. Diese Kultur war Vorläufer der Tehuelche-Kultur, die im Laufe der Jahrhunderte fast den gesamten patagonischen Raum eroberten. Sie lebten als Nomaden; im Winter in Tälern und an den Küsten, im Sommer dagegen auf den Bergen und Mesetas.
In Feuerland lebten etwa seit 6000 v. Chr. die Yaganes oder Yámanas, die ihr Siedlungszentrum in der Region des Beaglekanals hatten und hauptsächlich vom Fischfang lebten. Sie zeichneten sich durch eine Lebensweise auf dem Wasser aus und gingen nur zeitweise an Land. Auf ihren Kanus hatten sie Feuerstellen, mit denen sie sich vor der Kälte schützten und die Fische brieten. Im 14. Jahrhundert wurde die Insel von den Selk’nam oder Onas invadiert, die eine Abspaltung der Tehuelche waren; sie siedelten jedoch im Gegensatz zu den Yámanas im flachen Nordteil.

### West-, Zentral- und Nordwestargentinien
Die bergige Nordwesthälfte des heutigen Argentiniens wurde wahrscheinlich um 7000 v. Chr. und damit deutlich später als die Pampa und Patagonien besiedelt. Die ältesten Funde stammen aus dem Norden der heutigen Provinz Córdoba und aus San Luis (Ayamapatín und Inti Huasi), beide aus der Zeit um 6000 v. Chr. Auch die Tafí-Kultur in der Provinz Tucumán, die in den subandinen Sierren nahe der Stadt Tafí del Valle zahlreiche Menhire (bearbeitete Felsen) hinterließ, entstand vermutlich zu dieser Zeit.
Etwas neueren Datums (800–650 v. Chr.) ist die La Aguada-Kultur in den heutigen Provinzen Catamarca, La Rioja und San Juan. Diese Kultur beherrschte die Bearbeitung von Bronze; sie war sesshaft und betrieb bereits Landwirtschaft.
Als dominante Kultur der Region bildeten sich im Laufe der ersten nachchristlichen Jahrhunderte die Diaguitas heraus. Sie hatten ihr Epizentrum im Calchaquí-Tal (im Grenzgebiet der Provinzen Tucumán, Salta und Catamarca). Sie betrieben künstliche Bewässerung und waren zusammen mit den von den Inkas dominierten Gruppen die wohl fortgeschrittenste Zivilisation beim Eintreffen der Spanier.

### Mesopotamia und Chaco
Die älteste Kultur auf dem Gebiet des heutigen Mesopotamias war vermutlich die Alto-Paraná-Kultur um 4000 v. Chr. Die Region Nordostargentiniens wurde danach von zahlreichen Wanderungen betroffen. So wanderten sowohl die Guaycurús aus Südpatagonien als auch die Guaraníes aus dem Amazonasgebiet in diese Gegend ein. Im Gegensatz zum Rest des Landes konnte sich in dieser Region keine wirklich sesshafte Kultur herausbilden. Zwar beherrschten die Guaycurúes, Matacos und Guaraníes einfache Techniken der Landwirtschaft, sie blieben dennoch Halbnomaden und konnten bis zum Eintreffen der Spanier keine nennenswerten technologischen Fortschritte erzielen. Grund war wahrscheinlich die schlechte Bodenqualität in der Region, weshalb die Jagd und das Sammeln von Früchten vorteilhafter war als die Ausbildung einer komplexen Landwirtschaft. Nur die Ethnien, die in Kontakt mit den Andenvölkern gerieten (hauptsächlich Guaraníes, die heute als Chiriguanos bezeichnet werden) konnten eine sesshafte Lebensweise herausbilden.

## Die Conquista und der Niedergang der indigenen Kulturen
Siehe auch: Geschichte Argentiniens
Die Conquista, die Eroberung des amerikanischen Territoriums durch die Spanier und später durch die neuen unabhängigen Nationen Südamerikas, hatte auf dem Territorium Argentiniens eine ungewöhnlich lange Dauer. Auch wenn sich die Spanier bereits im 16. Jahrhundert ansiedelten, leisteten ihnen zahlreiche Völker bis Anfang des 20. Jahrhunderts zähen Widerstand; bis weit ins 19. Jahrhundert hinein wurde die staatliche Dominanz Argentiniens nur in der Umgebung der Städte wirklich ausgeübt. Viele Völker des Chaco, der Pampa und Patagoniens gründeten ihre Macht auf das Pferd, das sie entweder von den Mapuche oder den Spaniern übernommen hatten oder das von gefangenen verwilderten „Cimarrones“ stammte. So gab es noch im Jahr 1919 eine kriegerische Auseinandersetzung mit den Toba-Indianern in der Provinz Chaco, die Schlacht von Nabalpi. Bekannter ist der Widerstand der Mapuche und der von der Araukanisierung betroffenen Völker in Südargentinien, die allerdings schon um 1880 unterworfen wurden.
Zu erwähnen ist, dass es sich bei der Conquista keinesfalls immer um eine klare Auseinandersetzung zwischen „Spaniern“ (bzw. später „Argentiniern“) und „Indianern“ handelte. Einerseits pflegten zahlreiche Einwanderergruppen, besonders die Waliser in Patagonien, freundschaftliche Beziehungen zu den Indianern und vermischten sich auch stark mit ihnen. Zum anderen nutzten die Militärstrategen der Spanier und Argentinier bis ins 19. Jahrhundert hinein bei der Eroberung der Pampa und Patagoniens des Öfteren Bündnisse mit befreundeten Indianergruppen – selbst im Konflikt zwischen „Unitariern“ und „Föderalisten“ zwischen 1820 und 1880. Erst in der Wüstenkampagne (Conquista del Desierto) 1877/78 wurde „der Indianer“ allgemein als Feind angesehen und das Ziel der Unterwerfung dieser Völker realisiert, was letztendlich in einen systematischen Genozid ausartete.

### Erste Kontakte
Der erste Kontakt von Europäern mit den indigenen Völkern Argentiniens fand im Jahr 1516 statt. Die Expedition von Juan Díaz de Solís traf bei der Suche nach einer Meeresverbindung zwischen Atlantik und Pazifik in der Nähe des heutigen Buenos Aires auf die Het. 1520 fand die Expedition von Ferdinand Magellan statt, der an der patagonischen Küste auf die Tehuelches traf und ihnen wegen der angeblichen großen Füße den Namen patagones („Großfüßler“) gab. Während der Kontakt von Magellan zu den Tehuelches weitgehend friedlich verlief, kam es bei Díaz de Solís zu einer ersten kriegerischen Auseinandersetzung, bei denen de Solís und andere Mitglieder der Expedition von den Indianern getötet wurden.
In der ersten Hälfte des 16. Jahrhunderts gründeten die Spanier zwei Befestigungsanlagen: 1527 Sancti Spiritu (50 km nördlich des heutigen Rosario) und 1536 Santa María del Buen Ayre (das heutige Buenos Aires). Beide Siedlungen mussten schon nach wenigen Jahren aufgegeben werden, da die Beziehungen zu den Het, obwohl anfangs friedlich, schnell in Konflikte mündeten. Santa María del Buen Ayre wurde von den Het wegen Differenzen im Handel regelrecht belagert, so dass eine Nahrungsmittelknappheit eintrat, der zahlreiche Kolonisatoren zum Opfer fielen und die die Spanier 1541 zur Aufgabe der Siedlung zwangen. Ein Teil dieser Expedition gründete später Asunción, die heutige Hauptstadt von Paraguay.

### Kolonisierung und Missionstätigkeit
Unabhängig von diesen Kolonisierungsversuchen wurde das Territorium Argentiniens auch von der Region Perú aus kolonisiert. Die Spanier gründeten zahlreiche Festungen und Siedlungen im Nordwesten Argentiniens (u. a. Santiago del Estero und Córdoba). Obwohl die Indianer dieser Region teilweise erbitterten Widerstand leisteten, wurden große Teile schnell unterworfen und das sogenannte Encomienda-System eingerichtet. Die Encomiendas waren Regionen, die unter die Herrschaft eines Spaniers gestellt wurden, dem die Indianer hörig waren. So wurden zahlreiche Indianerstämme als billige Arbeitskräfte in der Landwirtschaft ausgebeutet. Wegen der schlechten Bedingungen führte dies zum ersten Genozid auf dem Territorium des heutigen Argentiniens, ein Großteil der Indianer starben.
Parallel dazu kamen zahlreiche Missionare in die spanischen Kolonien Südamerikas. Bedeutend waren vor allem die Jesuiten, die ab 1604 im Nordosten (Misiones) in sogenannten Reduktionen – abgeschlossenen Siedlungen – den dort lebenden Guaraní einerseits Schutz davor boten, als billige Arbeitskräfte von Großgrundbesitzern ausgebeutet zu werden, andererseits sie jedoch auch zum Christentum bekehrten. Auch wegen des Erfolgs dieser Reduktionen, die sich schnell in die Interessengebiete der Spanier ausbreiteten, wurden die Jesuiten 1767 aus Südamerika vertrieben und alle Reduktionen geschlossen. Ein bekanntes Zeugnis dieser Epoche sind die Ruinen der Reduktion von San Ignacio Mini. Auch im Nordwesten waren Missionare aktiv, die mit dazu beitrugen, das sich nicht nur das Christentum, sondern auch das Quechua unter den kleineren Indianergruppen dieser Region verbreitete.
Während die großen Indianerstämme im Norden und Zentrum Argentiniens relativ schnell unterworfen werden konnten, blieb der Süden bis weit ins 19. Jahrhundert in indianischer Hand. Dort breitete sich zuerst die Kultur der nomadisierenden Tehuelche (im 17. Jahrhundert), und dann die der technologisch weiter entwickelten, sesshaften Mapuche aus. Auch in Patagonien kam es zu Missionstätigkeit von Seiten der Europäer, beispielsweise in Feuerland durch die Salesianer Don Boscos, jedoch erst Ende des 19. Jahrhunderts, viel später als im Rest des Landes. Obwohl auch deren Ziel neben der Bekehrung zum Christentum der Schutz der Indianer vor Ausbeutung durch Großgrundbesitzer war, trugen sie durch die Verbreitung von Krankheiten und eine durch die Anpassung an eine christlich-westliche Lebensweise erfolgte Akkulturation der Völker mit zum Niedergang und in einigen Fällen zur Ausrottung der indigenen Kulturen bei.

### Kampagnen im 19. Jahrhundert
Nach der Unabhängigkeit Argentiniens 1816 mehrten sich die Versuche, auch den Süden des Landes unter die Kontrolle der europäisch dominierten Staatsgewalt zu bringen. Dies geschah in Form von zwei groß angelegten Kampagnen. Die Eroberung dieser Region ging jedoch äußerst langsam vonstatten.
Die erste Kampagne fand 1833 unter Juan Manuel de Rosas statt. Das unmittelbare Ziel war es, die kontinuierlichen Angriffe der Ranqueles unter ihrem Herrscher Yanquetruz im Norden der Provinz Buenos Aires zu beenden. Dabei verbündete sich Rosas mit Teilen der Tehuelche und Mapuche, die ebenfalls mit Yanquetruz verfeindet waren. Die Kampagne startete von Buenos Aires, Córdoba und Mendoza aus in Richtung Süden. Rosas konnte zwar Yanquetruz besiegen, sein eigentliches Ziel, die Unterwerfung aller patagonischen Stämme, aber nicht erreichen.
Die zweite Kampagne ist bekannt unter dem Namen Conquista del Desierto (Wüsteneroberung) und wurde von Julio Argentino Roca in den Jahren 1877 und 1878 ausgeführt. Im Gegensatz zu Rosas lag Roca wenig an Bündnissen mit befreundeten Indianerstämmen, sein Ziel war die endgültige Unterwerfung dieser Bevölkerungsgruppe. Von Rosas übernahm er allerdings die Vorgehensweise von den drei Zentren Buenos Aires, Córdoba und Mendoza aus. Die Kampagne war aus Rocas Sicht erfolgreich: Fast der gesamte Widerstand in Nordpatagonien und der südlichen Pampa konnte gebannt werden. Aus indianischer Sicht kann man die Kampagne allerdings als Genozid bezeichnen, da ein sehr großer Teil der Bevölkerung in ihr das Leben verlor, entweder in den Kämpfen selbst oder durch die Belagerungen seitens der Streitkräfte Rocas, die zu Hungersnöten führten. Viele Indianer wurden auch als Zwangsarbeiter in andere Provinzen umgesiedelt, wo viele von ihnen den schlechten Bedingungen erlagen. Dass Roca heute in Argentinien weiterhin als Nationalheld verehrt wird, stößt deshalb in Argentinien zunehmend auf heftigen Widerstand.
Nach Roca gab es nur noch vereinzelte militärische Auseinandersetzungen mit den verbliebenen Indianern, die meisten fügten sich widerstandslos in den argentinischen Staat ein. Der einzige weitere Konfliktherd neben Patagonien waren Teile des Gran Chaco, der von Europäern nur sehr dünn besiedelt war und deshalb die Präsenz von Stämmen wie den Wichí und Toba praktisch ohne Kontakt zum Rest der Bevölkerung erlaubte. Eine Gewaltwelle zwischen Indianern und Kolonisten Anfang des 20. Jahrhunderts führte 1924 zum Massaker von Napalpí, bei dem zwischen 200 und 400 Menschen getötet wurden.

## Gegenwärtige Situation
Die Indianer sind heute in Argentinien eine gesellschaftliche Randgruppe mit besonders markanten sozialen Problemen. Es gibt sowohl auf Bundes- als auch auf Provinzebene zahlreiche Gesetze zum Schutz ihrer Kultur, die aber nicht oder nur mangelhaft umgesetzt werden; darunter auch eine Änderung in der argentinischen Verfassung von 1994, die den Indianern unter anderem besonderen Schutz durch den argentinischen Kongress, zweisprachige und bikulturelle Bildung sowie die Übergabe von Grundstücken an die Gemeinschaften garantiert.

### Wohnsituation
Etwa zwei Drittel der Indianer Argentiniens wohnen heute in ihren angestammten Siedlungsgebieten, der Rest als Zuwanderer in den Großstädten, davon sind eine große Zahl Ausländer (vor allem aus Bolivien, Paraguay und Peru). Diese Wanderungsbewegung ist vermutlich einer der Gründe für die Diskrepanz zwischen den offiziellen Schätzungen über die Zahl der Indianer und die Schätzungen der Indianerorganisationen, da die in Großstädten lebenden Indianer sich normalerweise schnell an die vorherrschende europäisch dominierte Kultur assimilieren und sich daher oft nicht mehr als Indianer bezeichnen. Auch spanischsprachige Indigene in den ursprünglichen Siedlungsgebieten bezeichnen sich oft nicht mehr selbst als Indianer, teilweise aus Angst vor Diskriminierung.
Einige der Indianergruppen wohnen in Reservaten, in denen ihre Kultur einen besonderen Schutz genießt. Diese liegen allerdings oftmals in schlecht zugänglichen, für die Landwirtschaft wenig geeigneten Gegenden, zudem werden die Gesetze zum Schutz der Indianer in der Kultur nur selten in konkrete Maßnahmen umgesetzt.
Zahlreiche Indianergruppen sind in Rechtsstreitigkeiten um ihr Territorium verwickelt, ihre Gegner dabei sind oft Großgrundbesitzer. Der Grund liegt darin, dass viele der heute rechtsverbindlichen Grundbesitzansprüche in Argentinien noch auf Landverteilungen unter den Konquistadoren in der Kolonialzeit sowie im 19. Jahrhundert zurückgehen, bei denen die Indianer nicht berücksichtigt wurden – ihr Land wurde mit verteilt. Viele dieser Ansprüche wurden erst in jüngster Zeit (etwa durch Einzäunung) umgesetzt, wodurch die Konflikte mit den Indianergruppierungen entstehen. Da in Argentinien ein Gesetz existiert, nach dem jeder Bewohner eines Grundstücks es nach 20 Jahren ununterbrochener Besetzung als eigen reklamieren kann, entscheiden die Gerichte immer häufiger im Sinne der Indianer. Einige von ihnen wohnen auch auf Land im Staatsbesitz, diese erhalten insbesondere seit der Demokratisierung (1983) stückweise ihr Land zurück. Trotz dieser Erfolge haben weiterhin ein großer Teil der Indianer Probleme mit der Legalität ihres Grundbesitzes.

### Wirtschaft
Auch wenn es keine offiziellen Daten dazu gibt, ist davon auszugehen, dass die indigene Bevölkerung in Argentinien bei weitem stärker als der Rest der Argentinier von Armut und anderen sozialen Problemen betroffen sind. So ist die Armutsquote in den besonders von Indianern bewohnten Gebieten des Landes meist deutlich höher als im Rest Argentiniens, die Arbeitslosigkeit liegt oftmals bei 50–80 %.
Viele Indianer leben weiterhin von ihren traditionellen Wirtschaftsformen, wie der Landwirtschaft und Fischerei. Dabei dominiert der Anbau auf kleinen Parzellen, der oft nur für die Subsistenz ausreicht. Einige wenige Indianergruppen im Nordosten sind weiterhin Halbnomaden, diese Lebensform stirbt jedoch wegen des immer stärkeren Kontakts zu europäischstämmigen Argentiniern und deren Infrastruktur (z. B. Straßen, Ansiedlungen) langsam aus.
Daneben gibt es zahlreiche Indianer, die als billige Arbeitskräfte für europäischstämmige Argentinier arbeiten. Im andinen Nordwesten sind beispielsweise viele Indianer und Mestizen im Bergbau beschäftigt, zu teilweise sehr schlechten Bedingungen. Im flachen Teil des Nordens Argentiniens arbeitet der größte Teil in der industriellen Landwirtschaft, während in Patagonien zahlreiche in der Erdölförderung tätig sind. Die in die Großstädte abgewanderten Indianer sind zu einem großen Teil im informellen Sektor sowie im Handel beschäftigt.
Viele Indianer sind heute auch von staatlicher Sozialhilfe abhängig, besonders in Gebieten mit hoher Armutsquote wie der Provinz Formosa. In dieser Provinz wurde wiederholt Verdacht geäußert, dass die Indianer durch diese Sozialpläne an eine bestimmte politische Partei gebunden werden sollte, und im Fall einer nicht regierungsfreundlichen Wahl die Pläne abgesetzt wurden.

### Bildung
Die Bildungssituation ist bei den Indianern in Argentinien schlechter als bei den europäischstämmigen Einwohnern. Seit dem Sonderzensus 2004 des INDEC liegen konkrete Daten vor, die belegen, dass die meisten indigenen Ethnien eine signifikant höhere Analphabetenrate sowie niedrigere Einschulungszahlen als der Rest der Bevölkerung aufweisen.
Besonders prekär ist die Lage der Indianer in Nordostargentinien, die hauptsächlich isoliert in eigenständigen Gemeinschaften leben. So sind beispielsweise 30 % der Mbya-Guaraní in Misiones Analphabeten (Landesdurchschnitt: 2,7 %). 16,5 % von ihnen (zwischen 5 und 29 Jahren) haben nie eine Schule oder andere Bildungseinrichtung besucht. Auch unter den Wichi in Formosa und Chaco sowie den Toba und Pilagá liegt die Analphabetenrate bei etwa 20 % oder höher. Das andere Extrem sind die – heute komplett spanischsprachigen – Comechingones in Córdoba, von denen mit 16,6 % sogar mehr Personen einen Universitätsabschluss haben als im Landesdurchschnitt (11,8 %). Beide Fälle markieren eine klare Tendenz: je stärker die geographische und kulturelle Isolation einer Indianergruppe vom Rest der Bevölkerung, umso schlechter ist oft die Bildungssituation der Gruppe.
Die schlechte Bildungssituation ist nach Meinung vieler Kritiker auch ein Resultat fehlenden Unterrichts in der originären Sprache der Indianergruppen. Ein Gesetz garantiert den Indianern seit 1985 zweisprachigen Unterricht in der Primar- und Sekundarstufe. Bisher gibt es jedoch nur sehr wenige Schulen mit zweisprachigem Unterricht. In den meisten Schulen in Indianergebieten gibt es nur eine zweisprachige Hilfskraft, die dem spanischsprachigen Lehrer zur Seite stehen soll, wenn ein Kind Sprachprobleme hat, in der Praxis aber oft als Putz- oder Ordnungskraft eingesetzt wird. Weiterhin gibt es kaum Bildungsangebote für mehrsprachige Lehrer, und eine Anpassung des schulischen Lehrplans an die Situation der Indianer findet nicht statt.
Im Jahr 2002 gab es nur in den Provinzen Chaco und Formosa Ansätze zur Institutionalisierung eines zweisprachigen Unterrichts in Schulen in Indianergebieten, die mit Hilfe von Nichtregierungsorganisationen durchgesetzt wurden.

## Sprachen
Von den in Argentinien lebenden Personen, die sich als indígenas (Indianer) bezeichnen, sind die Mehrheit spanischsprachig, besonders bei den größten Gruppen, der Kolla in Jujuy und Salta und den Mapuche in Neuquén und Río Negro, bei denen nur 1,5 beziehungsweise 4,5 % ihre originäre Sprache als Muttersprache bezeichnen, und noch weniger (0,7 und 2,1 %) sich hauptsächlich in diesen Sprachen verständigen. Bei einigen kleineren Gruppen, insbesondere der im Nordosten Argentiniens, behielten dagegen teilweise über 90 % ihre originäre Sprache als Muttersprache bei, die größte Gruppe mit vorherrschender originärer Muttersprache sind dabei die etwa 35.000 Wichi in Formosa und Chaco mit 90,8 % Muttersprachlern. Andererseits werden in einigen Gebieten auch von Nicht-Indianern und den sogenannten Mestizen (Personen mit europäischer und indianischer Abstammung) indianische Sprachen gesprochen, etwa im Fall des Quichua in Santiago del Estero sowie des Guaraní in Corrientes, wo diese Sprache seit 2004 als alternative Amtssprache anerkannt ist. Ebenfalls amtssprachlichen Charakter haben in der Provinz Chaco die Sprachen der Wichi, Toba und Mocoví.
Folgende indigene Sprachen werden in Argentinien heute gesprochen:
- Tupí-Guaraní-Familie
  - Mbyá-Guaraní (Corrientes, Misiones), etwa 3000 Sprecher im Jahr 2002
  - Westliches Argentinisches Guaraní, auch Chiriguano (Salta, Jujuy), etwa 15.000 Sprecher
  - Kaiwá (Nordostargentinien), 512 Sprecher
  - Chiripá (Nordostargentinien)
  - Tapieté (Salta), ca. 100 Sprecher in einem einzigen Dorf bei Tartagal
- Mataco-Guaycurú-Familie
  - Toba (Chaco, Formosa), 19.810 Sprecher
  - Toba-Pilagá oder Pilagá (Formosa, Chaco, Salta), ca. 2000 Sprecher
  - Wichí lhamtés vejoz (Salta, Jujuy, Formosa, Chaco), ca. 25.000 Sprecher
  - Wichí Ihamtés güisnay (Formosa), ca. 15.000 Sprecher am Ufer des Río Pilcomayo
  - Wichí Ihamtés nocten (Salta), ca. 100 Sprecher nahe der argentinisch-bolivianischen Grenze
  - Nivaclé oder chulupí (Nordosten von Salta), ca. 200 Sprecher
  - Mocoví (Chaco, Santa Fe), 4525 Sprecher
  - Chorote iyojwa'ja (Nordosten von Salta), ca. 800 Sprecher
  - Chorote iyo'wujwa (Salta), ca. 1500 Sprecher
- Quechua-Familie:
  - Zentrales Bolivianisches Quechua, eine Abwandlung des Quechua IIc, (Jujuy, Salta, einige Großstädte), ca. 855.000 Sprecher, die meisten von ihnen Einwanderer aus Bolivien.
  - Argentinisches Quechua, auch Quichua oder Quechua Santiagueño (Santiago del Estero), Abwandlung des Quechua IIc, ca. 60.000 Sprecher
- Mapudungun (Neuquén, Río Negro, Chubut), etwa 100.000 Sprecher
- Aymara (Jujuy, Salta, einige Großstädte), keine Daten zur Sprecherzahl verfügbar, wird hauptsächlich von Einwanderern aus Bolivien gesprochen.

Nur noch wenige Sprecher gibt es von den Sprachgruppen Tehuelche (Patagonien), Ona (Feuerland), Vilela (Chaco) und Puelche (Neuquén), diese stehen damit kurz vor dem Aussterben oder sind bereits ausgestorben.
Zahlreiche Sprachen der ursprünglichen Bevölkerung des heutigen Argentinien haben diesen Prozess des Aussterbens schon kurz nach dem Eintreffen der Spanier durchgemacht. Dabei waren nicht nur die Spanier selbst ein entscheidender Faktor, sondern auch die Mapuche-Indianer, die ihren Kultur- und Sprachraum im Laufe des 16. bis 19. Jahrhunderts auf den gesamten Süden Argentiniens ausweiten konnten und erst in der Wüstenkampagne 1876–1878 militärisch besiegt und unterworfen bzw. systematisch ausgerottet wurden. Besonders bei den nicht sesshaften, bereits früh araukanisierten Pampavölkern (Het oder Querandíes) kann man heute über die Existenz einer oder mehrerer eigenen Sprachen nur spekulieren.